# Malika Ayane
Malika Ayane (n. 31 ianuarie 1984, Milano, Italia) este o cântăreață  italiană.